# Perdiguera (Saragossa)
Perdiguera és un municipi enquadrat a la comarca dels Monegres, a la província de Saragossa d'Aragó. El 2023 tenia 553 habitants.